# Simpson (Illinois)
Simpson és una població dels Estats Units a l'estat d'Illinois. Segons el cens del 2000 tenia 54 habitants.

## Demografia
Segons el cens del 2000, Simpson tenia 54 habitants, 21 habitatges, i 17 famílies. La densitat de població era de 40,1 habitants/km².
Dels 21 habitatges en un 42,9% hi vivien nens de menys de 18 anys, en un 66,7% hi vivien parelles casades, en un 9,5% dones solteres, i en un 19% no eren unitats familiars. En el 19% dels habitatges hi vivien persones soles el 4,8% de les quals corresponia a persones de 65 anys o més que vivien soles. El nombre mitjà de persones vivint en cada habitatge era de 2,57 i el nombre mitjà de persones que vivien en cada família era de 2,88.
Per edats la població es repartia de la següent manera: un 27,8% tenia menys de 18 anys, un 14,8% entre 18 i 24, un 22,2% entre 25 i 44, un 25,9% de 45 a 60 i un 9,3% 65 anys o més.
L'edat mediana era de 34 anys. Per cada 100 dones de 18 o més anys hi havia 85,7 homes.
La renda mediana per habitatge era de 23.125 $ i la renda mediana per família de 41.250 $. Els homes tenien una renda mediana de 16.563 $ mentre que les dones 18.125 $. La renda per capita de la població era de 13.325 $. Cap de les famílies i el 7% de la població estaven per davall del llindar de pobresa.

## Poblacions més properes
El següent diagrama mostra les poblacions més properes.